# Serraglio dei Cervi
Il Serraglio dei Cervi è una delle architetture che si trovano all'interno del Parco di Monza.
La caratteristica e scenografica porta d'ingresso, realizzata in un fantasioso stile neogotico dal Canonica, si erge solitaria all'interno dell'incontaminato Bosco Bello e fungeva da accesso all'area in origine destinata al ripopolamento della selvaggina. Il Canonica aveva elaborato nel corso del 1808 diversi progetti; la scelta definitiva cadde sul particolare arco ogivale, che nasce direttamente dal terreno, affiancato da due torrette slanciate, che risulta già concluso nell'agosto del 1809.
Successivi lavori sul complesso sono documentati nel 1829 (rifacimento delle torrette) e nel 1831 (realizzazione di un nuovo portico). Il complesso è formato oltre che dal monumentale portone d'ingresso anche da una cascina detta dei guardiani, un edificio di forma quadrata, con muratura in mattoni pieni e copertura a padiglione, con solai lignei ad orditura semplice. Perse le proprie funzioni originarie già intorno al 1850, quando la caccia reale all'interno del Parco di Monza venne fatta cessare in quanto danneggiava eccessivamente le locali aree coltivate.